# Manny Piña
Pour les articles homonymes, voir Piña (homonymie).
Manuel Elias Pina Reyes (né le 5 juin 1987 à Barquisimeto, Lara, Venezuela) est un receveur des Brewers de Milwaukee de la Ligue majeure de baseball.

## Carrière

### Royals de Kansas City (2011-2012)
En 2005, Manuel Pina commence sa carrière professionnelle en ligues mineures dans l'organisation des Rangers du Texas. Une transaction impliquant trois athlètes des mineures l'envoie en 2010 chez les Royals de Kansas City.
Pina fait ses débuts dans le baseball majeur le 3 août 2011 avec les Royals. Il frappe le jour même son premier coup sûr au plus haut niveau, soit un double aux dépens du lanceur Jeremy Guthrie. Il termine ce premier match avec deux coups sûrs en quatre présences et un point marqué dans la victoire des Royals sur les Orioles de Baltimore. Il joue 4 matchs avec Kansas City en 2011 et un seul en 2012, récoltant trois coups sûrs au total, dont deux doubles, et un but-sur-balles en 15 passages au bâton. 

### Ligues mineures (2013-2016)
Après une saison 2013 passée chez les Storm Chasers d'Omaha, club-école des Royals, il débute 2014 dans les mineures avec un club affilié aux Mariners de Seattle et passe le 11 juin 2014 aux Tigers de Détroit.
Piña joue dans les mineures jusqu'à passé la mi-saison 2016. Le 10 décembre 2015, il est avec le joueur de champ intérieur des ligues mineures Javier Betancourt échangé des Tigers de Détroit aux Brewers de Milwaukee contre le vétéran releveur droitier Francisco Rodríguez.

### Brewers de Milwaukee (depuis 2016)
À la suite de l'échange du receveur Jonathan Lucroy aux Rangers du Texas, Piña est rappelé des ligues mineures et effectue le 1er août 2016 un retour dans les majeures avec les Brewers de Milwaukee, pour qui il joue également en 2017.